# 克雷格鎮區 (阿肯色州范布倫縣)
克雷格鎮區（英語：Craig Township）是位於美國阿肯色州范布倫縣的一個行政鎮區。

## 地方資料
克雷格鎮區的面積為126.72平方千米，當中陸地面積為126.02平方千米，而水域面積為0.70平方千米。根據2010年美國人口普查的數據，當地共有人口739人，而人口密度為每平方千米5.83人。